# Смирнов, Александр Васильевич (хирург)
Алекса́ндр Васи́льевич Смирно́в (21 августа 1886 — 15 декабря 1972) — советский врач, доктор медицинских наук, профессор. Военврач 1 ранга.

## Биография
Александр Васильевич Смирнов родился 21 августа (3 сентября) 1886 года в г. Казани в дворянской семье. С отличием окончил гимназию. В 1904 году с золотой медалью окончил 3-ю Казанскую гимназию и поступил в Казанский университет. С 4-го курса в 1908 году перевёлся в Петербургскую Императорскую Военно-медицинскую академию, которую окончил в 1910 году. В 1914 году отправился в Германию на стажировку. Когда началась Первая мировая война, был отправлен в Царское Село, где работал в лазарете для тяжелораненых. В 1915 году стал руководителем хирургического отделения в клинике С. П. Фёдорова. В 1921 году организовал урологическую клинику. Во время Великой Отечественной войны находился в блокадном Ленинграде, где продолжал учебную и научную работу. Призван в ряды РККА  06.05.1943. Воинское звание: военврач 1 ранга. Служил в эвакуационном госпитале.
Под его руководством было защищено 10 докторских и 26 кандидатских диссертаций.

## Публикации
Автор более 400 научных работ.
- «Хирургические болезни» (1961)
- О пластике дефектов твердой мозговой оболочки : Дис. на степ. д-ра мед. А.В. Смирнова / Из госпит. хирург. клиники проф. С.П. Федорова в Воен.-мед. акад. - Санкт-Петербург : тип. Ю.Н. Эрлих, 1913

## Награды
- Орден Ленина;
- Орден Отечественной войны I степени (09.10.1944[1]);
- 2 ордена «Знак Почёта» (01.05.1943[1] и 01.10.1943[1]);
- Медаль «За оборону Ленинграда» (22.12.1942[1]);
- Медаль «За победу над Германией в Великой Отечественной войне 1941—1945 гг.» (09.05.1945)[1];
- Медаль «За доблестный труд в Великой Отечественной войне 1941—1945 гг.».